# Салернське князівство
Салернське князівство (лат. Principatum  Salernitanum) — монархічна держава на півдні Італії з центром у портовому місті Салерно. Утворилась внаслідок відокремлення від Беневентського князівства після десятирічної громадянської війни в 851 році. Майже впродовж всього свого існування князівство було незалежною державою, проте з часом стало васалом Візантійської імперії.

## Історія

### Утворення
У 841 князь Беневентський Сікард помер. Його воєначальник Радельхіз проголосив себе князем, усунувши від престолу брата покійного і його спадкоємця Сіконульфа, якого ув'язнив у Таранто. Мешканці Амальфі звільнили Сіконульфа з тюрми та проголосили його князем у Салерно. Розпочалася громадянська війна. У 847 імператор Священної Римської імперії Лотар I доручив герцогу Сполетському Гі I і герцогу Неаполітанському Сергію I вести перемовини про поділ великого лангобардського князівства. У 849 король Італії Людовик II Radelgisi et Siginulfi principum Divisio Ducatus Beneventani поділив князівство на дві частини зі столицями у Беневенто і Салерно.

Салернське князівство. ІХ ст.

До князівства належали міста Таранто, Кассано, Козенца, Пестум, Конца, Сарно, Нола, Капуя, Теано і Сора. Князівство мало значну силу на морі, оскільки володіло багатьма морськими портами.
У ранні роки існування ситановище у князівстві не було стабільним. Після смерті Сіконульфа у 851 році престол спадкував його неповнолітній син Сіко, якого у 853 році змістив його регент Петро. Стабільність у князівстві була відновлена після приходу до влади представника місцевого роду Дауферидів Гвайфера, який усунув від влади спадкоємця Петра Адемара.

### Дауфериди
Під час правління Гвайфера утворилось незалежне Капуанське князівство. Салерно формально залишалось васалом імператора Священної Римської імперії, проте насправді було незалежним. Князь нерідко вступав у союз навіть з сарацинами. У 880 Гфайфер був зміщений його сином Гваймаром I, поклавши початок кільком наступним примусовим постриженням у ченці правлячих князів. Його правління було деспотичним і непопулярним. Він розірвав союз із сарацинами та зблизився з імператором Карлом Лисим. У 887 порвав із ним та присягнув на вірність імператору Візантії та отримав титул патриція. У 900 або 901 його син Гваймар II насильно помістив його до родового монастиря в Сан-Массімо.
Гваймар II підніс Салерно до найвищого рівня його величі. Він підтримав у своєму князівстві реформи католицької церкви та взяв участь у відомій Битві при Гарільяно з сарацинами в 915 році.

### Іноземне правління
З  978 до 983 роки князівством правили чужинці: представники Капуанського князівського дому або герцоги Амальфійські.

## Правителі

Салернське князівство

- 840–851 Сіконульф
- 851–853 Сіко II
- 853 Петро
- 853–861 Адемар
- 861–880 Гвайфер
- 880–900 Гваймар I
- 900–946 Гваймар II
- 946–978 Гізульф I
- 978–981 Пандульф Залізна Голова
- 981 Пандульф II
- 981–983 Мансо
- 981–983 Іоанн I, співправитель
- 983–994 Іоанн II
- 994–1027 Гваймар III
- 1027–1052 Гваймар IV
- 1052–1077 Гізульф II